# Storberget, Vilhelmina kommun
Storberget är ett berg strax söder om byn Bäsksjö i Vilhelmina kommun. Det når en höjd på 590 meter över havet.